# 中華民國游泳協會
中華民國游泳協會（英語：Chinese Taipei Swimming Association，縮寫為），簡稱中華泳協，是公立法人非營利機構。為國際游泳總會和亞洲游泳總會的會員國。成立宗旨在推展游泳運動（含跳水、水球、水上芭蕾、成人游泳、公開水域游泳等），辦理全國性及國際性之游泳比賽，目的以提高游泳技術水準，增進國民健康，發揚運動精神。

## 賽事

### 游泳
- 南投日月潭馬拉松游泳國際邀請賽
- 全國分齡游泳錦標賽
- 全國小學分級游泳錦標賽
- 全國總統盃游泳錦標賽
- 全國冬季分齡游泳錦標賽
- 全國分齡跳水錦標賽

### 跳水
- 總統盃跳水錦標賽

### 水球
- 總統盃全國水球錦標賽

## 外部連結
- 官方网站
- 中華民國游泳協會的Facebook專頁
- 中華民國游泳協會的Instagram帳戶